# Jive Turkey
«Jive Turkey» es una canción interpretada por la banda estadounidense Ohio Players. Fue publicado en marzo de 1974 como la cuarta canción de su quinto álbum de estudio, Skin Tight. Más tarde, la canción fue editada y publicada en abril de 1974 como el sencillo principal del álbum.

## Grabación y producción
Producido por la banda, la canción se grabó y mezcló en Paragon Studios, en Chicago, Illinois, por el ingeniero de audio Barry Mraz. La masterización de «Jive Turkey» se llevó a cabo en Sterling Sound, en Edgewater, Nueva Jersey, por Dave Phimister.

## Recepción de la crítica
Un escritor no especificado de la revista Cash Box describió «Jive Turkey» “una verdadera delicia funky”.

## Lista de canciones
Todas las canciones escritas y compuestas por Ohio Players.
1. «Jive Turkey (Part 1)» – 3:05
2. «Streakin' Cheek to Cheek» – 2:57

## Posicionamiento
| Gráfica (1974)                              | Pico de posición |
| ------------------------------------------- | ---------------- |
| Canadá (RPM Top Singles)                    | 71               |
| Estados Unidos (Billboard Hot 100)          | 47               |
| Estados Unidos (Billboard Hot Soul Singles) | 6                |
| Estados Unidos (Cash Box Top 100 Singles)   | 51               |